# Kutemajärvi (sjö i Orivesi, Birkaland)
Kutemajärvi är en sjö i kommunen Orivesi i landskapet Birkaland i Finland. Sjön ligger 142,1 meter över havet. Arean är 59 hektar och strandlinjen är 10,35 kilometer lång. Sjön  ingår i Kumo älvs huvudavrinningsområde.   Den ligger omkring 27 km nordöst om Tammerfors och omkring 170 km norr om Helsingfors. 